# 米納哈薩半島

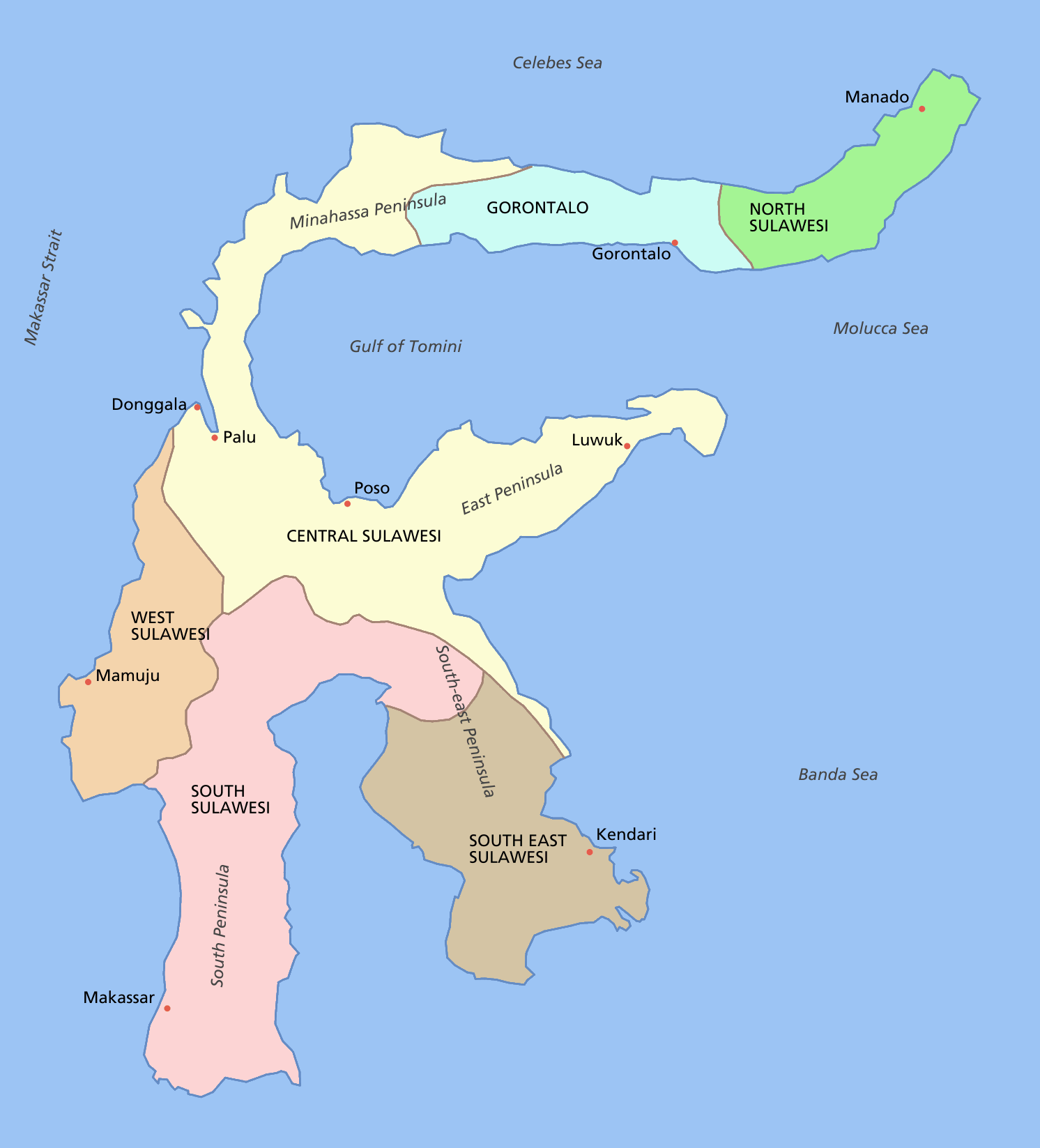
米納哈薩半島位置

米納哈薩半島是印度尼西亞的半島，也是蘇拉威西島四個主要半島之一。米納哈薩半島位于蘇拉威西島的北部，由蘇拉威西島中部开始向北部，再向東面延伸，形成托米尼灣的北面界線。行政上由北苏拉威西省、哥伦打洛省和中苏拉威西省管理。